# Till I Loved You
Till I Loved You è un album in studio della cantante statunitense Barbra Streisand, pubblicato nel 1988.

## Tracce
1. The Places You Find Love – 5:09
2. On My Way to You – 3:44
3. Till I Loved You – 5:10
4. Love Light – 4:32
5. All I Ask of You – 4:02
6. You and Me for Always – 3:49
7. Why Let It Go – 4:25
8. Two People – 3:40
9. What Were We Thinking of? – 4:28
10. Some Good Things Never Last – 4:20
11. One More Time Around – 3:44